# Thomas C. Hennings, Jr.
Thomas C. Hennings, Jr. (Saint Louis, 1903. június 25. – Washington, 1960. szeptember 13.) az Amerikai Egyesült Államok szenátora (Missouri, 1951–1960).